# Dasyrhicnoessa bicolor
Dasyrhicnoessa bicolor är en tvåvingeart som beskrevs av Lorenzo Munari 2002. Dasyrhicnoessa bicolor ingår i släktet Dasyrhicnoessa och familjen Canacidae.
Artens utbredningsområde är Fiji. Inga underarter finns listade i Catalogue of Life.